# Trey Benson
Kurtrell Benson, detto Trey (Greenville, 23 luglio 2002), è un giocatore di football americano statunitense che milita nel ruolo di running back per gli Arizona Cardinals della National Football League (NFL).

## Carriera universitaria
Benson giocò a Oregon nel 2020 e 2021. Dopo avere perso tutta la prima stagione a causa della rottura del legamento crociato anteriore, nel 2021 corse sei volte per 22 yard e un touchdown. A fine anno decise di trasferirsi alla Florida State University. Nel primo anno con i Seminoles, inizialmente divise i minuti in campo con Lawrance Toafili e Treshaun Ward prima di diventare il running back principale. La sua annata si chiuse con 990 yard corse e 9 touchdown, venendo inserito nella seconda formazione ideale dell’Atlantic Coast Conference. Nel 2023 disputò tutte le 13 partite come titolare correndo 906 yard e 14 touchdown e venendo inserito nuovamente nella seconda formazione ideale della ACC.

## Carriera professionistica

### Arizona Cardinals
Benson fu scelto nel corso del terzo giro (66º assoluto) del Draft NFL 2024 dagli Arizona Cardinals. Debuttò come professionista subentrando nella gara del primo turno correndo tre volte per 13 yard contro i Buffalo Bills. La settimana successiva disputò la prima gara come titolare correndo 11 volte per 10 yard contro i Los Angeles Rams. Nella settimana 9 corse 37 yard, ricevette un passaggio da 18 yard e segnò un touchdown su corsa nella vittoria sui Chicago Bears. La sua prima stagione si chiuse con 291 yard corse e una marcatura in 13 presenze, di cui una come titolare.